# Elezioni comunali nelle Marche del 2025
Le elezioni comunali nelle Marche del 2025 si sono tenute il 25 e 26 maggio (con ballottaggio l'8 e 9 giugno).

## Riepilogo sindaci eletti
Coalizione di centro-sinistra
     Coalizione di centro-destra
     Commissario prefettizio
| Provincia | Comune              | Popolazione legale (censimento 2025) | Sindaco uscente | Sindaco uscente                             | Sindaco eletto | Sindaco eletto          | Primo turno | Primo turno | Secondo turno | Secondo turno | Seggi   |
| Provincia | Comune              | Popolazione legale (censimento 2025) | Sindaco uscente | Sindaco uscente                             | Sindaco eletto | Sindaco eletto          | Voti        | %           | Voti          | %             | Seggi   |
| --------- | ------------------- | ------------------------------------ | --------------- | ------------------------------------------- | -------------- | ----------------------- | ----------- | ----------- | ------------- | ------------- | ------- |
| Ancona    | Osimo               | 34 803                               |                 | Grazia Branca                               |                | Michela Glorio (Ind.)   | 9 395       | 57,37       | —             | —             | 15 / 24 |
| Fermo     | Sant'Elpidio a Mare | 16 345                               |                 | Alessandra De Notaristefani Di Vastogirardi |                | Gionata Calcinari (FdI) | 3 613       | 44,83       | 4 135         | 56,93         | 10 / 16 |

## Ancona

### Osimo
|                                  | Michela Glorio ✔️ Sindaca | 9 395                | 57,37 | Partito Democratico | 2 715  | 18,42 | 6  |  |  |
| Michela Glorio Sindaco           | Michela Glorio ✔️ Sindaca | 9 395                | 57,37 | 2 537               | 17,21  | 6     |    |  |  |
| Ecologia e Futuro                | Michela Glorio ✔️ Sindaca | 9 395                | 57,37 | 837                 | 5,68   | 1     |    |  |  |
| Energia Nuova                    | Michela Glorio ✔️ Sindaca | 9 395                | 57,37 | 807                 | 5,47   | 1     |    |  |  |
| Uniti per Michela Glorio Sindaco | Michela Glorio ✔️ Sindaca | 9 395                | 57,37 | 475                 | 3,22   | 1     |    |  |  |
| OsiAmo                           | Michela Glorio ✔️ Sindaca | 9 395                | 57,37 | 418                 | 2,84   | –     |    |  |  |
| Movimento 5 Stelle               | Michela Glorio ✔️ Sindaca | 9 395                | 57,37 | 401                 | 2,72   | –     |    |  |  |
| Popolari per Osimo               | Michela Glorio ✔️ Sindaca | 9 395                | 57,37 | 333                 | 2,26   | –     |    |  |  |
| Totale liste                     | Michela Glorio ✔️ Sindaca | 9 395                | 57,37 | 8 523               | 57,82  | 15    |    |  |  |
|                                  | Francesco Pirani          | 4 947                | 30,21 | Pirani Sindaco      | 2 812  | 19,08 | 4  |  |  |
| Osimo al Centro                  | Francesco Pirani          | 4 947                | 30,21 | 870                 | 5,90   | 1     |    |  |  |
| Progetto Osimo                   | Francesco Pirani          | 4 947                | 30,21 | 644                 | 4,37   | –     |    |  |  |
| Seggio di coalizione             | Seggio di coalizione      | Seggio di coalizione | 30,21 | 1                   |        |       |    |  |  |
| Totale liste                     | Francesco Pirani          | 4 947                | 30,21 | 4 326               | 29,35  | 5     |    |  |  |
|                                  | Michela Staffolani        | 2 033                | 12,42 | Fratelli d'Italia   | 1 328  | 9,01  | 2  |  |  |
| Rinasci Osimo                    | Michela Staffolani        | 2 033                | 12,42 | 443                 | 3,01   | –     |    |  |  |
| Viva Osimo                       | Michela Staffolani        | 2 033                | 12,42 | 120                 | 0,81   | –     |    |  |  |
| Seggio di coalizione             | Seggio di coalizione      | Seggio di coalizione | 12,42 | 1                   |        |       |    |  |  |
| Totale liste                     | Michela Staffolani        | 2 033                | 12,42 | 1 891               | 12,83  | 2     |    |  |  |
| Totale                           | Totale                    | 16 375               | 100   |                     | 14 740 | 100   | 24 |  |  |
|                                  |                           |                      |       |                     |        |       |    |  |  |
| Schede bianche                   | Schede bianche            | 86                   | 0,51  |                     |        |       |    |  |  |
| Schede nulle                     | Schede nulle              | 343                  | 2,04  |                     |        |       |    |  |  |
| Votanti                          | Votanti                   | 16 804               | 52,40 |                     |        |       |    |  |  |
| Elettori                         | Elettori                  | 32 066               |       |                     |        |       |    |  |  |
|                                  |                           |                      |       |                     |        |       |    |  |  |
| Fonte: Ministero dell'interno    |                           |                      |       |                     |        |       |    |  |  |

1. ↑  Include alcuni candidati di Italia Viva.
2. ↑  Include alcuni candidati di Azione.
3. ↑  Lista sostenuta da Base Popolare.

## Fermo

### Sant'Elpidio a Mare
| Candidati                       | Candidati                    | II turno             | II turno           | I turno | I turno | Liste                  | Voti  | %     | Seggi |
| Candidati                       | Candidati                    | Voti                 | %                  | Voti    | %       | Liste                  | Voti  | %     | Seggi |
| ------------------------------- | ---------------------------- | -------------------- | ------------------ | ------- | ------- | ---------------------- | ----- | ----- | ----- |
|                                 | Gionata Calcinari ✔️ Sindaco | 4 135                | 56,93              | 3 613   | 44,83   | Fratelli d'Italia      | 1 119 | 15,17 | 4     |
| Noi Moderati                    | Gionata Calcinari ✔️ Sindaco | 4 135                | 56,93              | 3 613   | 44,83   | 770                    | 10,44 | 2     |       |
| Il Centro-destra per SEM        | Gionata Calcinari ✔️ Sindaco | 4 135                | 56,93              | 3 613   | 44,83   | 688                    | 9,33  | 2     |       |
| Cittadini in Comune             | Gionata Calcinari ✔️ Sindaco | 4 135                | 56,93              | 3 613   | 44,83   | 326                    | 4,42  | 1     |       |
| Unione Civica                   | Gionata Calcinari ✔️ Sindaco | 4 135                | 56,93              | 3 613   | 44,83   | 279                    | 3,78  | 1     |       |
| Lega                            | Gionata Calcinari ✔️ Sindaco | 4 135                | 56,93              | 3 613   | 44,83   | 182                    | 2,47  | –     |       |
| NPSI - SEM - Azione             | Gionata Calcinari ✔️ Sindaco | 4 135                | 56,93              | 3 613   | 44,83   | 47                     | 0,64  | –     |       |
| Totale liste                    | Gionata Calcinari ✔️ Sindaco | 4 135                | 56,93              | 3 613   | 44,83   | 3 411                  | 46,23 | 10    |       |
|                                 | Rossano Orsili               | 3 128                | 43,07              | 2 294   | 28,47   | Per S.E.M.             | 787   | 10,67 | 2     |
| Per Sempre Democratici          | Rossano Orsili               | 3 128                | 43,07              | 2 294   | 28,47   | 362                    | 4,91  | –     |       |
| Partecipazione Democratica      | Rossano Orsili               | 3 128                | 43,07              | 2 294   | 28,47   | 294                    | 3,98  | –     |       |
| Uniti per Orsili Sindaco        | Rossano Orsili               | 3 128                | 43,07              | 2 294   | 28,47   | 253                    | 3,43  | –     |       |
| Insieme per Sant'Elpidio a Mare | Rossano Orsili               | 3 128                | 43,07              | 2 294   | 28,47   | 217                    | 2,94  | –     |       |
| Con Rossano Orsili Sindaco      | Rossano Orsili               | 3 128                | 43,07              | 2 294   | 28,47   | 134                    | 1,82  | –     |       |
| Noi per Orsili Sindaco          | Rossano Orsili               | 3 128                | 43,07              | 2 294   | 28,47   | 74                     | 1,00  | –     |       |
| Base Popolare                   | Rossano Orsili               | 3 128                | 43,07              | 2 294   | 28,47   | 9                      | 0,12  | –     |       |
| Seggio di coalizione            | Seggio di coalizione         | Seggio di coalizione | 43,07              | 2 294   | 28,47   | 1                      |       |       |       |
| Totale liste                    | Rossano Orsili               | 3 128                | 43,07              | 2 294   | 28,47   | 2 130                  | 28,87 | 2     |       |
|                                 | Mirco Romanelli              | Mirco Romanelli      | Mirco Romanelli    | 1 493   | 18,53   | Progetto Democratico   | 641   | 8,69  | 1     |
| Alleanza Verdi e Sinistra       | Mirco Romanelli              | Mirco Romanelli      | Mirco Romanelli    | 1 493   | 18,53   | 309                    | 4,19  | –     |       |
| Primavera SEM                   | Mirco Romanelli              | Mirco Romanelli      | Mirco Romanelli    | 1 493   | 18,53   | 302                    | 4,09  | –     |       |
| Seggio di coalizione            | Seggio di coalizione         | Seggio di coalizione | Mirco Romanelli    | 1 493   | 18,53   | 1                      |       |       |       |
| Totale liste                    | Mirco Romanelli              | Mirco Romanelli      | Mirco Romanelli    | 1 493   | 18,53   | 1 252                  | 16,97 | 1     |       |
|                                 | Enrico Piermartiri           | Enrico Piermartiri   | Enrico Piermartiri | 659     | 8,18    | Democratici e Popolari | 329   | 4,46  | –     |
| RisorgiSEM                      | Enrico Piermartiri           | Enrico Piermartiri   | Enrico Piermartiri | 659     | 8,18    | 256                    | 3,47  | –     |       |
| Seggio di coalizione            | Seggio di coalizione         | Seggio di coalizione | Enrico Piermartiri | 659     | 8,18    | 1                      |       |       |       |
| Totale liste                    | Enrico Piermartiri           | Enrico Piermartiri   | Enrico Piermartiri | 659     | 8,18    | 585                    | 7,93  | –     |       |
| Totale                          | Totale                       | 7 263                | 100                | 8 059   | 100     |                        | 7 378 | 100   | 16    |
|                                 |                              |                      |                    |         |         |                        |       |       |       |
| Schede bianche                  | Schede bianche               | 282                  | 3,60               | 84      | 1,01    |                        |       |       |       |
| Schede nulle                    | Schede nulle                 | 288                  | 3,67               | 140     | 1,69    |                        |       |       |       |
| Votanti                         | Votanti                      | 7 839                | 52,07              | 8 288   | 55,05   |                        |       |       |       |
| Elettori                        | Elettori                     | 15 055               |                    | 15 055  |         |                        |       |       |       |
|                                 |                              |                      |                    |         |         |                        |       |       |       |
| Fonte: Ministero dell'interno   |                              |                      |                    |         |         |                        |       |       |       |

1. ↑  Include dissidenti del Partito Democratico.